# Marcus Ingendaay
Marcus Ingendaay (Pseudonyme: Isabel Ingendaay, Mickey Goudsward, * 24. Mai 1958 in Bonn) ist ein deutscher Schriftsteller und literarischer Übersetzer.

## Leben
Marcus Ingendaay studierte nach dem Abitur am Collegium Augustinianum Gaesdonck Anglistik, Germanistik und Theaterwissenschaft an den Universitäten in Köln und Cambridge. Anschließend arbeitete er als Werbetexter und Reporter. Heute lebt er als freier Schriftsteller in München. Marcus Ingendaay ist ein Bruder von Paul Ingendaay.
Marcus Ingendaay, der dem Verband deutschsprachiger Übersetzer literarischer und wissenschaftlicher Werke angehört, erhielt 1997 den Heinrich Maria Ledig-Rowohlt-Preis sowie 2000 den Helmut-M.-Braem-Übersetzerpreis.

## Werke
- Die Taxifahrerin. Roman. Rowohlt, Reinbek 2003, ISBN 3-498-03218-6

## Übersetzungen (Auswahl)
- Alexandra Artley: Im Herzen der Familie. Er quälte und missbrauchte seine Töchter, bis sie ihn töteten. Heyne, München 1995 (= Heyne-Bücher 01/8574) ISBN 3-453-08256-7
- Chris Bachelder: Bär gegen Hai. Roman. Goldmann Manhattan, München 2003, ISBN 3-442-54543-9
- Clifford Chase: Winkie. Roman. Berlin Verlag, 2006, ISBN 3-8270-0678-3
- Chris Cleave: Lieber Osama. Roman. Rowohlt, Reinbek 2006, ISBN 3-498-00932-X
- Gareth Creer: Der Fischhändler. Roman. Goldmann Manhattan, München 1999, ISBN 3-442-54042-9
- Lucy Ellmann: Mann oder Mango? Roman. Goldmann, München 1999, ISBN 3-442-44389-X
- Joshua Ferris: Ins Freie. Roman. Luchterhand, München 2010, ISBN 978-3-630-87297-1
- Helen Fielding: Bridget Jones. Am Rande des Wahnsinns. Roman. Goldmann, München 2000 (unter dem Namen Isabel Ingendaay) ISBN 3-442-30902-6
- Helen Fielding: Die Geheimnisse der Olivia Joules. Roman. Goldmann, München 2004, ISBN 3-442-31080-6
- Helen Fielding: Schokolade zum Frühstück. Roman. München: Goldmann 1997, ISBN 3-442-30735-X (Zusammen mit Ariane Böckler)
- Karen Joy Fowler: Der Jane-Austen-Club. Roman. Goldmann Manhattan, München 2005, ISBN 3-442-54611-7
- William Gaddis: Die Fälschung der Welt. Roman. Zweitausendeins, Frankfurt 1998, ISBN 3-86150-236-4
- William Gaddis: JR. Zweitausendeins, Frankfurt 1996, ISBN 3-86150-170-8 (Zusammen mit Klaus Modick)
- William Gaddis: Das mechanische Klavier. Roman. Goldmann Manhattan, München 2003, ISBN 3-442-54551-X
- Steven Hall: Gedankenhaie. Thriller. Piper, München 2007, ISBN 978-3-492-05035-7 (Zusammen mit Susanne Hornfeck, Sonja Hauser)
- Chang-rae Lee: Fremd im eigenen Leben. Roman. Kiepenheuer & Witsch, Köln 2001, ISBN 3-462-03030-2
- Rob McGibbon: Take That. Die Geschichte einer Supergruppe. Goldmann, München 1994 (= Goldmann-TB 42784) ISBN 3-442-42784-3 (Zusammen mit Andrea Best und Blanca Dahms)
- Landon J. Napoleon: Zickzack. Roman. Rowohlt, Reinbek 2003 (= rororo 23441) ISBN 3-499-23441-6
- Niall O’Brien: Die Kinder von Negros. Lamuv, Göttingen 1993, ISBN 3-88977-341-9 (Zusammen mit Andrea Best)
- James Robertson: Der Teufel und der Kirchenmann. Goldmann, München 2010, ISBN 978-3-442-47135-5
- Zadie Smith: Von der Schönheit. Roman. Kiepenheuer & Witsch, Köln 2006, ISBN 3-462-03716-1
- John Straley: Der Klang der Gefahr. Roman. Goldmann, München 1997 (= Goldmann-TB 5960) ISBN 3-442-05960-7
- David Foster Wallace: Der Besen im System. Roman. Kiepenheuer & Witsch, Köln 2004, ISBN 3-462-03407-3
- David Foster Wallace: In alter Vertrautheit. Storys. Kiepenheuer & Witsch, Köln 2006, ISBN 3-462-03727-7 (Zusammen mit Ulrich Blumenbach)
- David Foster Wallace: Kleines Mädchen mit komischen Haaren. Stories. Nachwort Denis Scheck. Kiepenheuer & Witsch, Köln 2001, ISBN 3-462-02975-4
- David Foster Wallace: Kurze Interviews mit fiesen Männern. Stories. Kiepenheuer & Witsch, Köln 2002, ISBN 3-462-03079-5
- David Foster Wallace: Schrecklich amüsant – aber in Zukunft ohne mich. Mareverlag, Hamburg 2002 (= marebibliothek 1) ISBN 3-936384-00-2